# Phacellodomus rufifrons
Phacellodomus rufifrons là một loài chim trong họ Furnariidae.

## Phân bố và môi trường sống
Loài này được tìm thấy ở Argentina, Bolivia, Brazil, Colombia, Ecuador, Paraguay, Peru và Venezuela . Môi trường sống tự nhiên của nó là rừng nhiệt đới hoặc cận nhiệt đới, khô savanna, cây bụi khô cận nhiệt đới hoặc nhiệt đới, vùng cây bụi cao nhiệt đới hoặc cận nhiệt đới, và rừng trước đây bị suy thoái nặng.

## Phân loại học
Phân loài P. r. inornatus đôi khi được coi là một loài đầy đủ.